# Quản lý tác vụ
Quản lý tác vụ là quá trình quản lý một nhiệm vụ thông qua vòng đời của nó. Nó bao gồm lập kế hoạch, thử nghiệm, theo dõi, và báo cáo. Quản lý công việc có thể giúp từng cá nhân đạt được các mục đích, hoặc các nhóm cá nhân cộng tác và chia sẻ kiến thức để hoàn thành các mục tiêu tập thể. Nhiệm vụ cũng được phân biệt bởi sự phức tạp, từ thấp đến cao.
Quản lý tác vụ hiệu quả đòi hỏi phải quản lý tất cả các khía cạnh của một nhiệm vụ, bao gồm tình trạng, mức độ ưu tiên, thời gian, phân công nguồn nhân lực và tài chính, sự tái phát, sự phụ thuộc, thông báo vv. Chúng có thể được gộp lại với nhau thành những hoạt động cơ bản của quản lý nhiệm vụ.
Quản lý nhiều cá nhân hoặc các tác vụ nhóm có thể yêu cầu phần mềm chuyên dụng, ví dụ như phần mềm quản lý dự án hoặc luồng công việc. Trên thực tế, nhiều người cho rằng quản lý công việc nên là nền tảng cho các hoạt động quản lý dự án.
Quản lý công việc có thể là một phần trong quản lý dự án và quản lý quy trình và có thể làm nền tảng cho luồng công việc hiệu quả trong một tổ chức. Các nhà quản lý dự án tuân thủ việc quản lý theo nhiệm vụ có một lịch trình chi tiết và cập nhật về dự án và thường có thành tích trong việc chỉ đạo các thành viên trong nhóm và chuyển dự án.

## Vòng đời công việc
Tình trạng của nhiệm vụ có thể được miêu tả bởi các phát biểu sau đây:
- Sẵn sàng
- Được phân công
- Chấm dứt
- Hết hạn
- Được xúc tiến
- Bắt đầu
- Kết thúc
- Xác nhận
- Thất bại

Biểu đồ máy trạng thái sau đây mô tả các trạng thái khác nhau của một tác vụ trong suốt vòng đời của nó. Sơ đồ này được tham chiếu từ IBM. Có thể tìm thấy sơ đồ máy trạng thái của công việc liên quan đến phương pháp phân phối liên tục mới ở đây.

## Các hoạt động được hỗ trợ bởi các nhiệm vụ
Với kỷ luật, quản lý công việc bao gồm một số hoạt động chính. Có nhiều sự cố về khái niệm, và ở mức cao, luôn bao hàm các hoạt động sáng tạo, chức năng, dự án, hoạt động và dịch vụ.
- Hoạt động sáng tạo liên quan đến việc tạo ra tác vụ. Trong ngữ cảnh, những điều này nên cho phép lập kế hoạch nhiệm vụ, động não, sáng tạo, xây dựng, làm rõ, tổ chức, giảm, nhắm mục tiêu và ưu tiên ban đầu.
- Các hoạt động chức năng liên quan đến nhân sự, bán hàng, chất lượng hoặc các lĩnh vực quản lý khác nhằm mục đích cuối cùng là đảm bảo sản xuất hàng hoá và dịch vụ cuối cùng để giao hàng cho khách hàng. Trong bối cảnh này, nên cho phép lập kế hoạch, báo cáo, theo dõi, ưu tiên, cấu hình, phân quyền và quản lý các nhiệm vụ.
- Các hoạt động của dự án liên quan đến lập kế hoạch và báo cáo về thời gian và chi phí. Chúng có thể bao gồm nhiều hoạt động chức năng nhưng luôn luôn lớn hơn và có mục đích hơn so với tổng các phần của nó. Trong bối cảnh, các hoạt động của dự án nên cho phép sự cố công việc của dự án còn được gọi là cấu trúc phân chia công việc, phân bổ nhiệm vụ, kiểm kê giữa các dự án và truy cập đồng thời các cơ sở dữ liệu tác vụ.
- Các hoạt động dịch vụ liên quan đến cung cấp dịch vụ khách hàng và nội bộ, bao gồm quản lý quan hệ khách hàng và quản lý tri thức. Trong ngữ cảnh, chúng nên cho phép tệp đính kèm và các liên kết đến các tác vụ, quản lý tài liệu, quản lý quyền truy cập, kiểm kê bản ghi khách hàng và nhân viên, quản lý đơn hàng và quản lý cuộc gọi, và các tác vụ chú thích.
- Các hoạt động hiệu suất liên quan đến việc theo dõi hiệu suất và hoàn thành các nhiệm vụ được giao. Trong ngữ cảnh, những điều này sẽ cho phép theo dõi theo thời gian, kiểm soát chi phí, các bên liên quan và ưu tiên; biểu đồ, báo cáo có thể xuất khẩu, cập nhật trạng thái, điều chỉnh thời hạn và ghi lại hoạt động.
- Hoạt động báo cáo liên quan đến việc trình bày thông tin về năm hoạt động khác được liệt kê, bao gồm cả hiển thị đồ họa.

## Phần mềm quản lý tác vụ
Các công cụ phần mềm quản lý công việc rất nhiều trên thị trường. Một số miễn phí; những mục đích khác dành cho các mục đích triển khai trên toàn doanh nghiệp. Một số là danh sách công việc đơn giản, trong khi một số khác lại tự hào về khả năng sáng tạo, hình dung và thông báo nhiệm vụ trên toàn doanh nghiệp. Quản lý công việc được sử dụng bởi các công ty quy mô nhỏ đến Fortune 100. Nó hỗ trợ các dự án cá nhân đơn giản cho các hoạt động quản lý công việc của công ty.
Phần mềm quản lý dự án, phần mềm lịch[6][6][6]. và phần mềm luồng công việc[7][7][7].thường cung cấp phần mềm quản lý tác vụ với sự hỗ trợ tiên tiến cho các hoạt động quản lý tác vụ và kích thước môi trường phần mềm tương ứng, đáp ứng vô số các dự án và các hoạt động hiệu quả được xây dựng trong các sản phẩm phần mềm quản lý nhiệm vụ cấp doanh nghiệp tốt nhất.
Các kích thước phần mềm bao trùm gần như tất cả các dòng sản phẩm quản lý tác vụ bao gồm tạo nhiệm vụ, hình dung tác vụ, thông báo, phân bổ tài nguyên, tính tương thích, cấu hình, khả năng mở rộng và báo cáo
- Tạo tác vụ bao gồm khả năng hợp tác để biến ý tưởng thành hành động (nhiệm vụ). Điều này bao gồm các hoạt động liên quan đến xác định nhiệm vụ và bao gồm sự hợp tác cần thiết trong quá trình lập kế hoạch.
- Hình dung công việc bao gồm trình bày các tác vụ, thường xuyên nhất thông qua các biểu mẫu thời gian và danh sách. Hình dung ưu tiên bao gồm phân loại (ví dụ: ngân sách, thời gian, người liên quan) và cơ chế (ví dụ: mã màu hoặc văn bản). Lập lịch biểu bao gồm lịch (ví dụ: tính khả dụng, cuộc họp, cuộc hẹn và các xung đột tiềm ẩn khác) và thông báo.
- Thông báo bao gồm các thiết lập có thể định cấu hình để thông báo cho thời hạn trong quá khứ, hiện tại và đang chờ xử lý.
- Việc gán các tài nguyên bao gồm khả năng ủy thác các công việc và công cụ cho những người độc thân hoặc nhiều người.
- Tính tương thích bao gồm khả năng của môi trường quản lý tác vụ để kết nối với các hệ thống, phần mềm và môi trường khác. Nó bao gồm việc thiết lập cấu trúc và hạn chế về truyền thông đi từ môi trường quản lý tác vụ đến các phần mềm, hệ thống và môi trường khác.
- Cấu hình bao gồm khả năng thêm, xóa và quản lý chức năng và khả năng sử dụng trong các môi trường quản lý tác vụ.
- Khả năng mở rộng bao gồm khả năng thực hiện một nhiệm vụ đúng khi thay đổi số lượng người dùng được thực hiện để đáp ứng các yêu cầu nhiệm vụ cụ thể.
- Báo cáo bao gồm trình bày thông tin bằng cách hiển thị trong hiển thị dạng bảng hoặc đồ họa.